# Hidroeléctrica Guajoyo
Hidroeléctrica Guajoyo ist ein Wasserkraftwerk im Departamento Santa Ana in El Salvador. Betreiber ist die  Ejecutiva Hidroeléctrica del Río Lempa.

## Lage
Das Wasserkraftwerk befindet sich am Lago de Güija, einem Vulkansee auf der Grenze der mittelamerikanischen Staaten Guatemala und El Salvador.

## Beschreibung
Der Vulkansee erstreckt sich über eine Fläche von rund 26 km² und verfügt über ein nutzbares Wasservolumen von 490 Millionen m³, das Gesamtvolumen beträgt 645 Millionen m³.
Das Stauwehr hat eine Gesamthöhe von 33 m, der Bodendamm eine Höhe von 12,5 m. Die tiefer liegende  Kaplan-Turbine mit vertikaler Achse wird über ein unterirdisches  Betonrohr mit einem Durchmesser von 6,25 m und einer Länge von 300 m versorgt. Der Höhenunterschied zur Turbine beträgt bei Niedrigwasser 41 m, bei Pegelhöchststand 53 m. Bei maximalem Durchfluss von 43 m³ pro Sekunde leistet die Turbinen-Generatoreinheit 19,7 MW, bei Niedrigwasser 15 MW. Die Turbine und der Generator wurden von Toshiba in Japan gefertigt. Hidroeléctrica Guajoyo wurde 1963 in Betrieb genommen.
Im Durchschnitt produziert das Kraftwerk Hidroeléctrica Guajoyo jährlich rund 64,2 GWh elektrische Energie.